# 금강경언해
《금강경언해(金剛經諺解)》는 조선 세조(재위 1455~1468) 때 간경도감에서 간행된 경서 번역서이다. 본이름은 《금강반야바라밀경언해》 또는 《육조언해금강경(六祖諺解金剛經)》으로 한계희 · 노사신(盧思愼) 등이 번역했다. 연산군(재위 1494~1506) 1년과 선조(재위 1567~1608) 8년에 각각 중간되었다.

## 참고 문헌
- 이 문서에는 다음커뮤니케이션(현 카카오)에서 GFDL 또는 CC-SA 라이선스로 배포한 글로벌 세계대백과사전의 내용을 기초로 작성된 글이 포함되어 있습니다.